# Gonospermum gomerae
Gonospermum gomerae es una especie de planta fanerógamas perteneciente a la familia Asteraceae, nativa de las Islas Canarias.

## Descripción
Gonospermum gomerae es un endemismo  gomero, que se diferencia del resto de especies del género por ser un arbusto con  capítulos de 4-5 mm de diámetro y hojas uni o bipinnatisectas, con lóbulos anchos. 

## Taxonomía
Gonospermum gomerae fue descrita por Carl Bolle y publicado en Bonplandia 7: 296. 1859
Etimología
Gonospermum: procede del griego γωνία (gonía), que significa "esquina" y sperma, que significa "semilla", aludiendo a los nervios que aparecen en los frutos.
gomerae: epíteto geográfico que alude a la isla de La Gomera, de la que es endémica esta especie.

## Nombre común
Se conoce como "corona gomera".